# Spjällen
Spjällen är en bebyggelse i Släps socken i Kungsbacka kommun, Hallands län. SCB avgränsade här från 2005 till 2020 en småort.